# Juin 1970

## Évènements
- 4 juin :
  - France : réforme instituant l'autorité parentale, partagée également entre le père et la mère, en remplacement de l'autorité paternelle.
  - Indépendance des Tonga vis-à-vis du Royaume-Uni.

- 5 juin : Manifeste de la Fraction armée rouge publié dans la revue Agit 833[1].

- 7 juin, (Formule 1) : Grand Prix automobile de Belgique.

- 9 juin : le secrétaire général de l'ONU U Thant lance un appel pour la sauvegarde du temple et du sanctuaire d'Angkor, où se déroulent des combats.

- 11 juin : évacuation des bases étrangères en Libye.

- 13 juin : départ de la trente-huitième édition des 24 Heures du Mans.

- 14 juin : victoire de Hans Herrmann et Richard Attwood aux 24 Heures du Mans.

- 18 juin : 
  - Signature du traité de coopération sur les brevets.
  - Le général Roberto Marcelo Levingston est désigné par la junte président de l'Argentine (fin en 1971). Il doit légaliser le parti péroniste et même autoriser le retour de Juan Perón en Argentine.

- 19 juin :
  - Début du ministère conservateur d'Edward Heath, Premier ministre du Royaume-Uni (fin en 1974).
    - Victoire des conservateurs aux législatives. Le parti conservateur au pouvoir passe sous la direction d’Edward Heath. Celui-ci entreprend une politique d’inspiration néolibérale : réduction des impôts directs, dont la tranche maximale passe de 90 à 75 %, libération du crédit pour relancer la consommation, diminution des dépenses de l’État, arrêt des subventions aux industries en difficulté.

  - William P. Rogers présente un second plan devant l’escalade de la violence entre Israël et l’Égypte. Il propose un cessez-le-feu de trois mois, la reprise de la mission Jarring et l’acceptation par toutes les parties de la résolution 242. Nasser rejette ces propositions puis accepte l’idée d’un cessez-le-feu temporaire lui permettant de renforcer son dispositif aérien et de mettre en œuvre le plan « Granit ». Israël refuse également le plan Rogers. Richard Nixon tente de faire revenir les Israéliens sur leurs positions en promettant la fourniture de nouveaux avions de combat.
  - France : congrès du PS. François Mitterrand, invité, propose une union de la Gauche;
  - France : première saisine du Conseil constitutionnel en application de l’article 54 (disposition budgétaires des traités communautaires).

- 21 juin (Formule 1) : Grand Prix automobile des Pays-Bas.

- 26 juin, France : interpellation de Jean-Paul Sartre, qui distribuait La Cause du Peuple.

- 29 juin : accords commerciaux entre l'Espagne et la CEE.

## Naissances
- 2 juin : Grégoire Vallancien, auteur et illustrateur de littérature jeunesse français.
- 3 juin : Julie Masse, chanteuse québécoise.
- 4 juin :
  - Izabella Scorupco, actrice polonaise.
  - Aurélia Bruno, actrice et comédienne française.
  - Ekrem İmamoğlu, homme politique turc.
- 9 juin : Stéphane Plaza, animateur de télévision, animateur de radio, agent immobilier et acteur français.
- 11 juin : Dmitri Outkine, militaire russe et fondateur du groupe Wagner († 23 août 2023).
- 12 juin : Gordon Michael Woolvett, acteur et scénariste.
- 17 juin : Kamel Daoud, journaliste et écrivain algérien.
- 22 juin : 
  - Cathy Andrieu, mannequin et actrice française.
  - Karoline Georges, écrivaine et artiste canadienne.
  - Juliette Powell, animatrice de télévision, productrice et autrice canadienne († 3 juin 2025).
- 23 juin : Yann Tiersen, auteur-compositeur-interprète français.
- 24 juin : Glenn Medeiros, chanteur américain.
- 25 juin :
  - Émile Ntamack, joueur de rugby à XV.
  - Roope Latvala, guitariste finlandais.
  - Mostafa Salameh, alpiniste jordanien.
- 26 juin : 
  - Paul Thomas Anderson, producteur, réalisateur et scénariste américain.
  - Delly Sesanga, homme politique congolais (RDC).
- 27 juin : Régine Cavagnoud, sportive française († 31 octobre 2001).

## Décès
- 2 juin : Bruce McLaren, coureur automobile, se tue accidentellement (° 30 août 1937).
- 7 juin : Edward Morgan Forster, écrivain anglais (° 1er janvier 1879).
- 12 juin : John Keiller MacKay, lieutenant-gouverneur de l'Ontario.
- 13 juin : Giorgio Cencetti, 62 ans, paléographe et universitaire italien. (° 30 janvier 1908)
- 14 juin : 
  - Roman Ingarden, 77 ans, philosophe polonais (° 5 février 1893).
  - Bachisio Raimondo Motzo, historien et philologue italien (° 6 mars 1883).
- 21 juin : Ahmed Sukarno, président de l'Indonésie (° 6 juin 1901).
- 22 juin : William Melville Martin, premier ministre de la Saskatchewan.